# بورويل سي. ريتر
بورويل سي. ريتر هو سياسي أمريكي، ولد في 6 يناير 1810، وتوفي في 1 أكتوبر 1880. نشط حزبياً في الحزب الديمقراطي. وقد انتخب عضو مجلس النواب الأمريكي ‏.